# Agamodon arabicus
Agamodon arabicus är en ödleart som beskrevs av Anderson 1901. Agamodon arabicus ingår i släktet Agamodon och familjen masködlor. Inga underarter finns listade i Catalogue of Life.
Exemplaren har en rosa kropp med bruna punkter.
Arten förekommer i Jemen på Arabiska halvön. Den vistas bland annat i odlade områden. Individer hittades i låglandet och de gräver i marken. Honor lägger antagligen ägg.
Det är inget känt om populationens storlek och möjliga hot. IUCN listar arten med kunskapsbrist (DD).